# Journal of Artificial Organs
Le Journal of Artificial Organs est une revue scientifique créée en 1977. La portée du Journal of Artificial Organs englobe la purification du sang, l'intervention cardiovasculaire, les biomatériaux et les organes métaboliques artificiels, ainsi que les innovations techniques et industrielles dans ces domaines. 
L'examen par un comité de lecture indépendant dite évaluation par les pairs de cette revue est effectué par la Fédération internationale des organes artificiels, de la Faculté internationale des organes artificiels et de la Société internationale des pompes à sang rotatives. Le Journal of Artificial Organs publie des articles de recherche originaux traitant de la recherche, des développements et des applications cliniques des organes artificiels, y compris le remplacement, la récupération et la régénération d'organes. Les articles sont publiés sans frais pour les auteurs-chercheurs. 

## Liste des domaines couverts par la publication[1]
- Organes et systèmes artificiels et bioartificiels
- Appareils d'assistance cardiaque et circulatoire, rein et dialyse, échange hépatique, pulmonaire et gazeux, pancréas, substituts sanguins, peau, organes sensoriels, orthopédie
- Génie tissulaire, médecine régénérative, thérapie cellulaire et génique
- Technologies extracorporelles, aphérèse, purification du sang, hémodynamique
- Biomatériaux et modifications de surface, biocapteurs
- Neuroprothèses, Bioélectronique, Electrostimulation
- Immunomodulation, Immunoisolation
- Dynamique des fluides, modélisation et simulation